# Dług celny
Dług celny – nałożony na osobę obowiązek uiszczenia należności celnych przywozowych (dług celny w przywozie) lub należności celnych wywozowych (dług celny w wywozie), które stosuje się do towarów określonych zgodnie z obowiązującymi przepisami prawa.

## Należności celne
Należności celne przywozowe są to cła i opłaty o równoważnym skutku należne przy przywozie towarów oraz opłaty przywozowe ustanowione w ramach wspólnej polityki rolnej lub odrębnych przepisów mających zastosowanie do niektórych towarów uzyskanych w wyniku przetworzenia produktów rolnych.
Powody powstania długu celnego:
- dopuszczenie towaru podlegającego należnościom celnym do obrotu,
- objęcie towaru procedurą odprawy czasowej z częściowym zwolnieniem z należności celnych,
- w przypadku nielegalnego wprowadzenia na wspólnotowy obszar celny towaru podlegającego należnościom przywozowym,
- w przypadku nielegalnego wprowadzenia towaru podlegającego należnościom przywozowym na pozostałą część wspólnotowego obszaru celnego z WOC lub składu wolnocłowego,
- w przypadku usunięcia spod dozoru celnego towaru podlegającego należnościom celnym przywozowym,
- w wypadku niewykonania jednego z obowiązków wynikających z czasowego składowania towaru podlegającego należnościom celnym przywozowym lub ze stosowania procedury celnej, którą ten towar został objęty,
- w wypadku niedopełnienia jednego z warunków wymaganego do objęcia towaru procedurą celną lub do zastosowania obniżonych stawek należności celnych przywozowych ze względu na przeznaczenie towaru[3].

## Sposoby zabezpieczenia długu celnego
Zabezpieczenie długu celnego:
- zabezpieczenie kwoty wynikającej z długu celnego jest składane w celu pokrycia kwoty długu celnego,
- zabezpieczenie obligatoryjne występuje gdy wydanie przez organ rozstrzygnięcia lub podjęcia innej stosownej czynności zależy od złożenia zabezpieczenia,
- zabezpieczenie fakultatywne występuje gdy organ celny może odstąpić od wymogu jego złożenia[4].

Rodzaje ubezpieczeń długu: jednorazowe, generalne, ryczałtowe.
Powiadomienie o zarejestrowaniu kwoty wynikającej z długu celnego nakłada na dłużnika obowiązek uiszczenia tej kwoty w terminie 10 dni, licząc od dnia powiadomienia. Płatność kwoty długu celnego powinna być dokonana w gotówce lub inny sposób mający takie same skutki płatnicze.

## Proces wygaśnięcia długu celnego
Dług celny wygasa z mocy prawa:
- przez uiszczenie kwoty należności,
- przez umorzenie kwoty należności,
- w razie unieważnienia zgłoszenia celnego,
- gdy towary przed ich zwolnieniem zostały zajęte i orzeczono ich przepadek, zniszczono je na polecenie organu celnego, stały się przedmiotem zrzeczenia na rzecz Skarbu Państwa, bądź zniszczono je lub utracono w wyniku nieprzewidzianych okoliczności lub działania siły wyższej,
- w przypadku zajęcia i orzeczenia przepadku towarów nielegalnie wprowadzonych, wobec których powstał dług celny[5].